# Сабанджи, Гюлер
Гюлер Сабанджи (тур. Güler Sabancı, род. 1955) — турецкая предпринимательница, представительница третьего поколения семьи Сабанджи и председатель контролируемого семьей холдинга Sabancı, второго по величине промышленного и финансового конгломерата в Турции. В 2014 году она заняла 60-е место в списке самых влиятельных женщин в мире по версии Forbes. Впервые в списках Forbes она появилась в 1999 году.

## Образование и начало карьеры
Гюлер родилась в семье Ихсана Сабанджи и его жены Юксель в 1955 году в Адане, Турция. После окончания средней школы в колледже TED Ankara в Анкаре, она получила образование в области делового администрирования в Босфорский университет в Стамбуле. В 1978 году она начала свою профессиональную карьеру в LasSA, семейной компании по производству шин в провинции Коджаэли. Затем она была назначена генеральным менеджером KordSA и занимала эту должность 14 лет. Позже Гюлер Сабанджи стала членом совета директоров Sabancı Holding, возглавив группу шин и армирующих материалов, а также отвечая за человеческие ресурсы.

## Сабанджи Холдинг
Гюлер Сабанджи — председатель и управляющий директор Sabancı Holding, одной из ведущих и наиболее авторитетных бизнес-групп в Турции. Она начала свою карьеру в компании по производству шин, входящей в группу, и занимала различные должности в других компаниях группы. Гюлер Сабанджи является президентом-основателем Университета Сабанджи, а также является председателем музея Сакыпа Сабанджи и председателем попечительского совета Фонда Сабанджи, ведущего частного фонда в Турции. Она первая и единственная женщина-член Европейского круглого стола промышленников (ERT). В октябре 2013 года она заняла 2-е место в рейтинге 50 самых влиятельных женщин в бизнесе (за пределами США) журнала Fortune. Она получила несколько наград за благотворительность и лидерство, в том числе премию Дэвида Рокфеллера Bridging Leadership Award, премию Clinton Global Citizen, премию Raymond Georis Innovative Philanthropist и премию Европейской школы менеджмента за ответственное лидерство.
В 2012 году Сабанджи была назначена членом правления Глобального договора Организации Объединённых Наций, консультативного органа ООН высшего уровня с участием бизнеса, гражданского общества, профсоюзов и организаций работодателей.
По состоянию на 2014 год Forbes назвал её 60-й в списке самых влиятельных женщин в мире.

## Ордена и награды
- 2007 –  Бельгия : Орден Леопольда II
- 2009 –  Испания : Орден Гражданских заслуг
- 2010 –  Австрия : Почётный знак «За заслуги перед Австрийской Республикой»
- 2010 –  Франция : Орден Почётного легиона

### Награды
- 2006 –  США : Honoris causa Дрексельского университета
- 2007 –  США : Премия «Корпоративный партнёр» Американско-турецкого общества[англ.]
- 2009 –  Европейский союз : Премия Раймонда Джориса за инновационную филантропию Совета Европейского Союза
- 2011 –  Германия : Премия Шумпетера памяти известного австрийского экономиста Йозефа А. Шумпетера
- 2011 –  Германия : Премия ESMT за ответственное лидерство от Европейской школы менеджмента и технологий
- 2011 –  США : Премия «Clinton Global Citizen» от Фонд Клинтона[англ.]

## Личная жизнь
Сабанджи никогда не была замужем и не имеет детей. Она особенно скрытна в отношении своей личной жизни, целенаправленно умалчивая о своих отношениях.
Сабанджи продолжает судебные баталии со своей семьёй по поводу исключения её отца из семейного состояния до его смерти в 1979 году. Несмотря на то, что она считала Сакыпа Сабанджи своим кумиром, вместе со своими братьями и сестрами, она была вынуждена бороться за получение своего законного положения и статуса в семье.